# Mourade Zeguendi
Mourade Zeguendi, né le 30 octobre 1980 à Saint-Josse-ten-Noode, est un acteur belgo-marocain.

## Biographie
Il prend goût à la comédie en participant à des ateliers d’écriture et de jeu puis commence sa carrière en jouant dans une dizaine de pièces, notamment issues du groupe de théâtre indépendant « Union suspecte » qu’il crée en 2003 aux côtés d’autres comédiens. Il co-fonde également la troupe de théâtre « Les Glandeurs » en 2002. Il a joué dans plusieurs productions à succès : Bruxelles mon amour (2000), Dikkenek (2005), Taxi 4 (2006), Go Fast (2007) et JCVD (2008). On le voit également à la télé dans Melting Pot Café, De Vijfhoek et Duts. 
C’est surtout avec Les Barons de Nabil Ben Yadir, film présenté en 2009 en Ouverture du FIFF, qu’il se fait remarquer. En 2011, il est à l’affiche de L’Amante du Rif de Narjiss Nejjar, sélectionné en Compétition au FIFF ainsi que de Offline de Peter Monsaert (pour lequel il remporte le Ensor du Meilleur second rôle). 
Après l'avoir vu en 2013 dans FC de Kampioenen d'Eric Wirix, il est au générique de Traitors de Sean Gullette (sélectionné aux Venice Days 2013), Plan Bart de Roel Mondelaers, Waste Land de Pieter Van Hees et Certifié Halal de Mahmoud Zemmouri. Il co-fonde la compagnie Action Zoo Humain avec laquelle il interprète Flandrien depuis 2014 et Join the Revolution en 2016. Année dans laquelle il joue notamment dans le court-métrage The Last Moonwalk d’Yves Piat.
En 2018, Mourade Zeguendi interprète Souli, le rôle principal de la série Champion produite par la RTBF. Il décide aussi cette année-là de quitter Action Zoo Humain pour se consacrer à d'autres productions théâtrales.
Cette année, à l'invitation de Patrick de Corte et des forains, Mourade Zeguendi a été le parrain de la Foire du Midi.
En 2019, il joue dans deux productions théâtrales au Schauspielhaus Bochum en Allemagne pour Johan Simons[réf. nécessaire].  

## Filmographie

### Cinéma
- 2000 : Bruxelles mon amour de Marc Didden : Cheb
- 2006 : Dikkenek d'Olivier Van Hoofstadt : Aziz[2]
- 2007 : Taxi 4 de Gérard Krawczyk : Sukk
- 2008 : Go Fast d'Olivier Van Hoofstadt : Luigi
- 2008 : JCVD de Mabrouk El Mechri
- 2008 : Melting Pot Café : Momo
- 2009 : Les Barons de Nabil Ben Yadir : Mounir
- 2011 : L'Amante du Rif de Narjiss Nejjar : le baron
- 2012 : De vijfhoek : Jamal
- 2012 : Offline de Peter Monsaert : Rachid
- 2013 : Traitors de Sean Gullette
- 2013 : Wolf de Jim Taitu
- 2014 : Plan Bart de Roel Mondelaers : Abbi
- 2014 : Waste Land de Pieter Van Hees
- 2015 : Certifiée halal de Mahmoud Zemmouri : Chérif
- 2016 :  Timgad de Fabrice Benchaouche : Nasser
- 2016 : Messias de Rob Lucker : Rachid
- 2017 : Generatie B de Pieter Van Hees
- 2017 : Gina & Chantal de Thomas De Cock
- 2018 : Rosie & Moussa de Dorothée Van den Berghe
- 2019 : Sawah de Adolf El Assal
- 2019 : Music Hole de Gaëtan Liekens et David Mutzenmacher
- 2020 : Undercover, Saison 2 de Cécilia Verheyden et Pieter Van Hees, Netflix
- 2021 : La Bonne Terre, d'Adil El Arbi, Bilall Fallah et Mathieu Mortelmans, Netflix
- 2021 : Atoman de Anouar Moatassim
- 2022 : Caméra Café 20 ans après d'Yvan Bolloc'h et Bruno Solo
- 2022 : Jackpot entre potes de Julian Naceri
- 2023:  Les Vengeances de Maître Poutifard de Pierre-François Martin-Laval
- 2023:  Veuillez nous excuser pour la gêne occasionnée de Olivier Van Hoofstadt
- 2024:  Death will come (La mort viendra)
- 2025 : Sur la route de papa de Nabil aitakouali et Olivier Dacourt

#### Courts métrages
- 2000 : Le Choix d'aimer, de Mohsine El Badaoui
- 2004 : Bronxelles, de Dieter Decoster
- 2005 : Vallée d'amour, de Alex Debreczeni
- 2012 : Business, de Manu Coeman
- 2012 : La Proie, de Jonas Braekeland
- 2013 : José, de Gaëtan Liekens
- 2016 : The Last Moonwalk d'Yves Piat
- 2021: Une journée d'enfer de Joffrey Verbruggen
- 2023: Les Voisins, de Göksel Cekic: Fadi

### Télévision
- 2018 : Champion
- 2022 : La Bonne Terre (Grond) (série télévisée)

## Théâtre
- 1999 : J'appelle ça un hangar (théâtre océan nord)
- 2000 : Pas tous les Marocains sont des voleurs de Arne Sierens
- 2001 : 41 rue de la limite (la Galafronie) de Ruud Gielens
- 2002 : L'hafa (la Galafronie) de Ruud Gielens
- 2003 : Roberto Zucco (Kvs) de Raven Ruel
- 2004 : Bruine suiker (Hugo Claus) de Chokri Ben Chikha
- 2005 : Notre dame de Flandre (Kvs union suspecte) de Chokri Ben Chikha
- 2006 : We people (union suspecte Kvs) de Ruud Gielens.
- 2007 : In the forest is a Monster (théâtre océan nord et kunsten festival des arts) de Zouzou Leyens
- 2007 : They eat people (Kvs Union suspecte et abattoir fermé) de Ruud Gielens.
- 2008 : Incendie (théâtre national et Kvs) de David Strosberg
- 2009 : Singhet ende weset vro (Kvs) de Ruud Gielens
- 2010 : Belga ('t Arsenaal) de Michael Decock
- 2011 : Gwatanamouk (Kvs union suspecte) de Nabil BenYadir
- 2011 : Haven 010 ('t Arsenaal) de Michael Decock
- 2012 : 25 Minute to Go (union suspecte) de Ruud Gielens
- 2012 : Hannibal ('t Arsenaal) de Michael Decock
- 2013 : Kruistucht (union suspecte) de Zouzou Ben Chikha
- 2013 : La commission de vérité (Action Zoo Humain et Vooruit) de Chokri Ben Chikha
- 2014 : Flandrien (Action Zoo Humain) de Zouzou Ben Chikha
- 2016 : Join The Revolution (Action Zoo Humain) de Zouzou Ben Chikha
- 2017 : Soumission (Action Zoo Humain) de Johan Simons
- 2019 : Hamlet (Shakespeare) de Johan Simons, Shauspielhaus Bochum, Allemagne
- 2019 : Unterwerfung (Michel Houellebecq) de Johan Simons, Shauspielhaus Bochum, Allemagne

## Radio
- 2021 : Chroniqueur radio sur Tipik Mourade n'est pas content

## Distinction

### Récompense
- 2013 : Ensor du meilleur acteur dans un second rôle pour Offline